# Hermann II. von Buxhoeveden

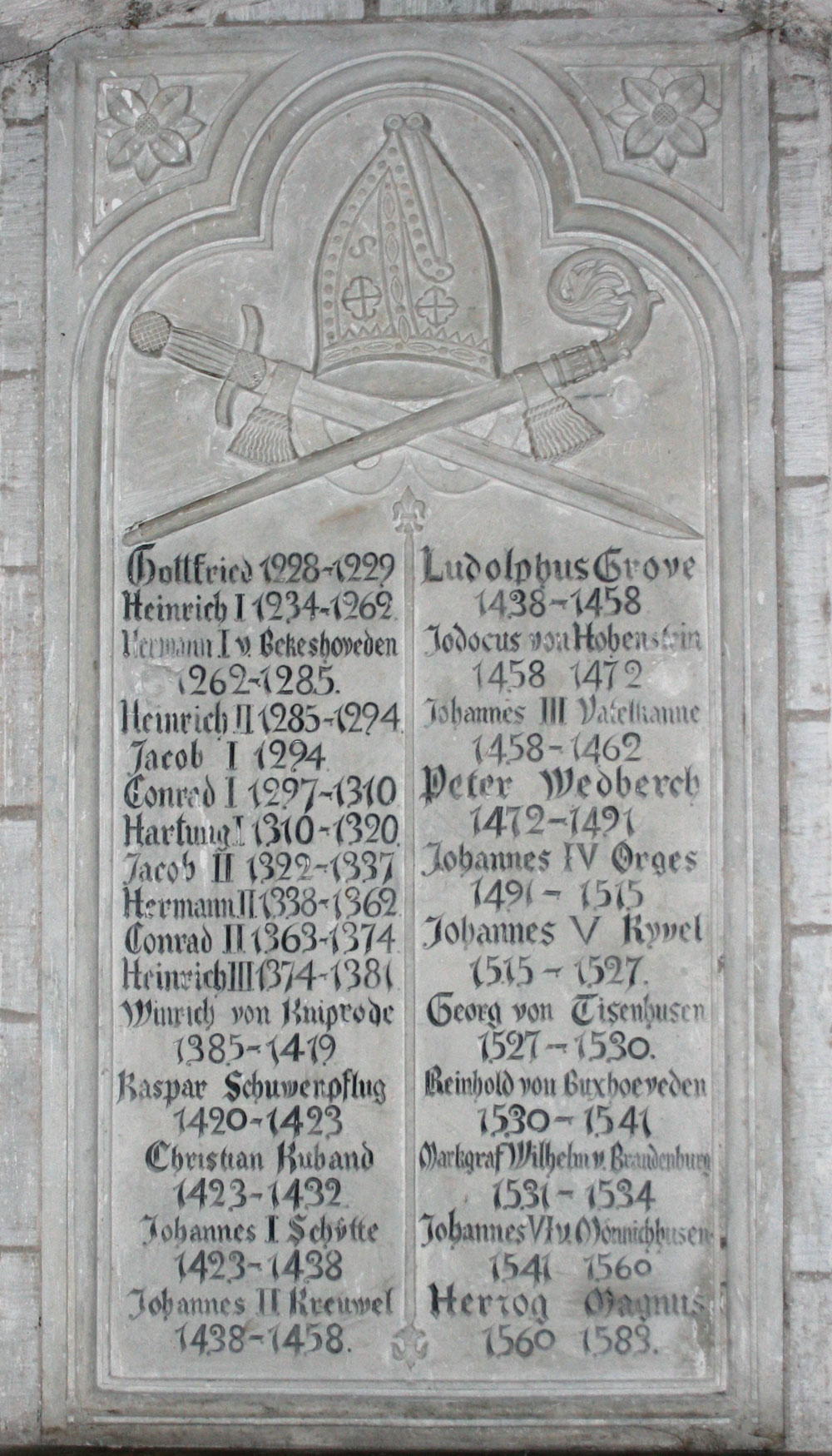
Bischofsliste in der Bischofsburg Kuressaare

Hermann (I./II.) von Buxhoeveden (auch Hermann I. von Bekeshoeveden oder Hermann II. von Buxhöwden; * 1230; † 1285 in Arensburg) war Bischof von Ösel-Wieck.

## Geschichte
Die Geschichte der ersten Bischöfe von Ösel-Wieck weist Lücken und Unstimmigkeiten auf, denn in einem gleichen Zeitraum wurden ein Heinrich und ein Hermann benannt. Der Namensliste in der Bischofsburg von Arensburg folgend, muss es aber tatsächlich Hermann sein. Nach einer von Napiersky’s Index I. nachgewiesenen Urkunde wurde für „1277 ein Hermann II. (mit dem Beinamen von Buxhöwden) Bischof von Ösel, nachgewiesen“. Nachdem der Deutsche Orden in Estland die Herrschaft des Schwertbrüderordens übernommen hatte, gehörten zu deren Ordensprovinz das Erzbistum Riga sowie die Diözesen Dorpat, Ösel und Kurland. Der Ordensmeister des Deutschen Ordens war den Bischöfen von Riga, Dorpat und Ösel zu einem Obödienzeid verpflichtet.

## Wirken

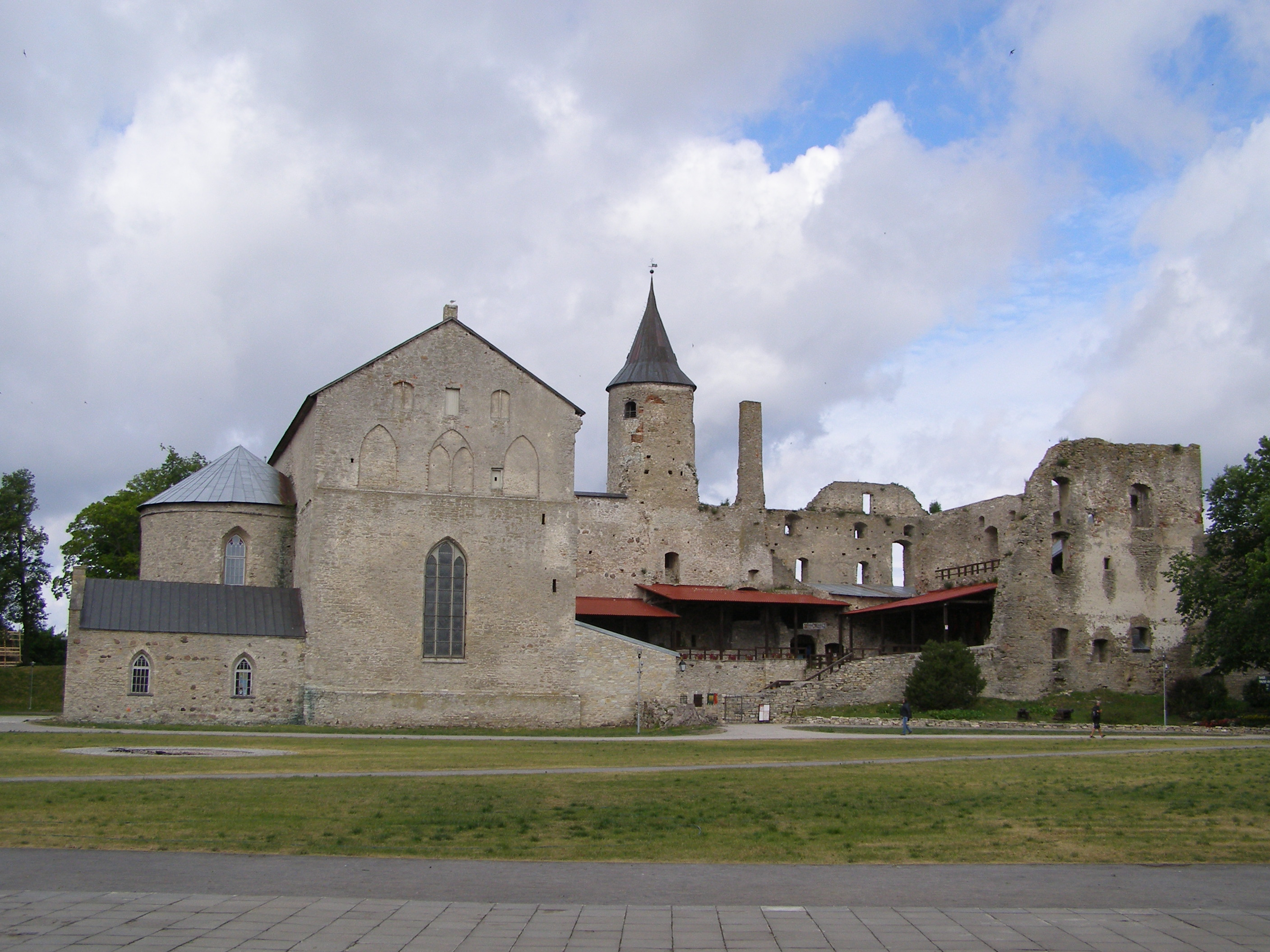
Burg Hapsal der Bischöfe von Ösel-Wiek

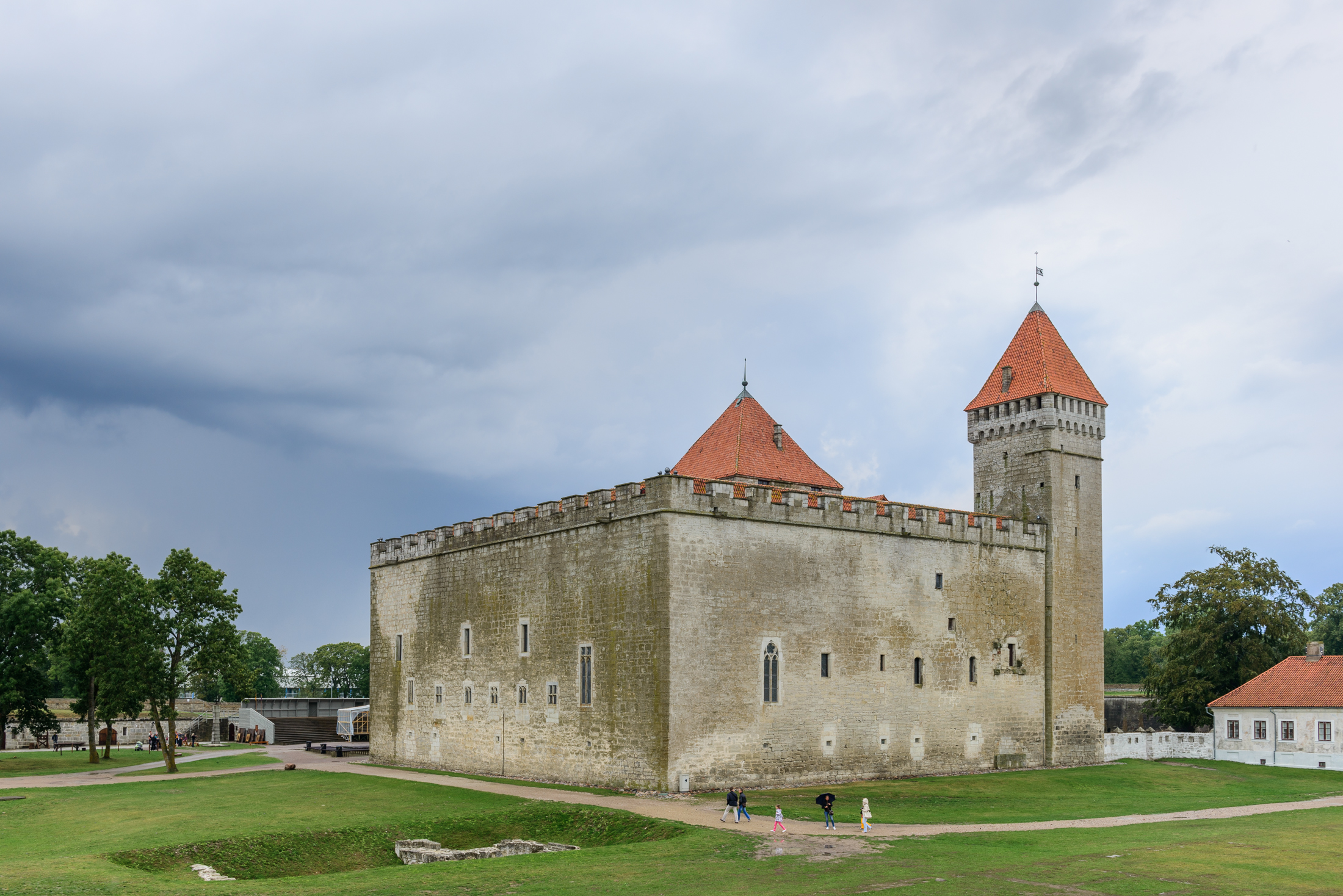
Bischofsburg in Arensburg

Hermann Buxhoeveden stammte aus dem Adelsgeschlecht von Buxhoeveden. Am 20. August 1262 wurde er als „Hermannus II. de Bekeshovede“  in Lübeck zum Bischof von Ösel-Wieck geweiht. Einen Tag später bestätigte er die alten Freiheiten der Kaufleute innerhalb seiner Diözese. Bischof Hermann kämpfte während der estländischen Aufstände selbst mit und wurde 1270 in der Schlacht gegen die Litauer auf dem Eis zwischen Ösel und dem Festland verwundet. Sein erster Bischofssitz war in Leal, den er 1278/79 nach Hapsal verlegte. Seine Amtszeit als Bischof von Ösel-Wick war von 1262 bis 1285, in dieser Zeit gründete er Hapsal und verlieh ihr, da er auch Fürstbischof war, das Rigaer Stadtrecht. In Hapsal ließ er die Burg mit Burgkirche errichten. Er legte den Grundstein für die Bischofsburg in Arensburg, der späteren Inselhauptstadt von Ösel.